# Wycliffe Grousbeck
Wycliffe "Wyc" K. Grousbeck (13 de junho de 1961) é um empresário americano que é o proprietário majoritário do Boston Celtics da National Basketball Association (NBA).

## Carreira
Grousbeck nasceu em Worcester, Massachusetts e se formou na Noble and Greenough School em Dedham, Massachusetts. Ele estudou história na Universidade de Princeton em 1983 e remou na invicta equipe de peso leve de 1983 que conquistou a Ivy League e o campeonato nacional de remo. Ele recebeu o título de J.D. da Universidade de Michigan em 1986 e um M.B.A. em 1992 (Miller Scholar) da Stanford Graduate School of Business.
Depois de passar sete anos como sócio na empresa de capital de risco Highland Capital Partners, Grousbeck fundou e liderou o grupo Boston Basketball Partners L.L.C. que comprou o Boston Celtics por US $ 360 milhões em 2002. Em 2008, os Celtics conquistaram seu décimo sétimo título da NBA.
Em 2010, enquanto continuava com seus deveres com os Celtics, Grousbeck se tornou presidente do Massachusetts Eye and Ear Infirmary, o maior hospital clínico e de pesquisa do mundo especializado em pesquisas sobre cegueira e surdez. Ele instituiu e liderou uma campanha de capital que arrecadou US $ 250 milhões para o Mass Eye and Ear, e os levou a se juntar ao sistema médico de classe mundial do Mass General Brigham, como um hospital de primeira linha. Em 2013, Grousbeck co-fundou a Causeway Media Partners, , uma parceria de capital de crescimento gerenciando mais de US $ 330 milhões, investindo em tecnologia esportiva e empresas de mídia como Omaze, Zwift, FloSports, Freeletics, Formula E Racing e SeatGeek.

Wyc casou-se com Emilia Fazzalari em janeiro de 2017. Wyc e Emilia se juntaram a outros proprietários da NBA, Michael Jordan, Jeanie Buss e Wes Edens, para fundar a Cincoro Tequila, que foi lançada com aclamação em setembro de 2019. Wyc faz parte dos Comitês Executivo, Trabalhista e de Mídia da NBA, é presidente do conselho do Boston Celtics e do Mass Eye and Ear e membro do conselho do Boston Celtics, da Shamrock Foundation, Giving Grousbeck Fazzalari, Omaze, Inc., Cinco Spirits Group, Mass General Brigham e NBC Sports Boston. Ele é o baterista da banda de rock clássico French Lick.